# Istra
Istra är en stad i Moskva oblast i Ryssland. Den är belägen vid floden med samma namn, cirka 40 km väster om Moskva. Den tillhör Moskva oblast och har cirka 35 000 invånare. Staden hette Voskresensk fram till 1930.